# Кенай (река)
Кенай (англ. Kenai) — река в США, в штате Аляска, на полуострове Кенай. Берёт начало из озера Кенай и протекает по долине в горном хребте Кенай, в том числе через заказник Кенай. Длина реки составляет 132 км; площадь бассейна — 5210 км². Впадает в Залив Кука Тихого океана. Основными притоками реки являются ручьи и реки из талых ледниковых вод с гор Кенай.
Река Кенай является самым популярным местом на Аляске для спортивной рыбалки. Два раза в год в Кенай на нерест заходят многочисленные лососёвые, нерка, кижуч. Горбуша заходит на нерест раз в два года. Кенай не самая богатая рыбой река, но славится рыбой трофейного размера, что привлекает на эту реку многих рыбаков, стремящихся поставить рекорд.